# Andy Newmark

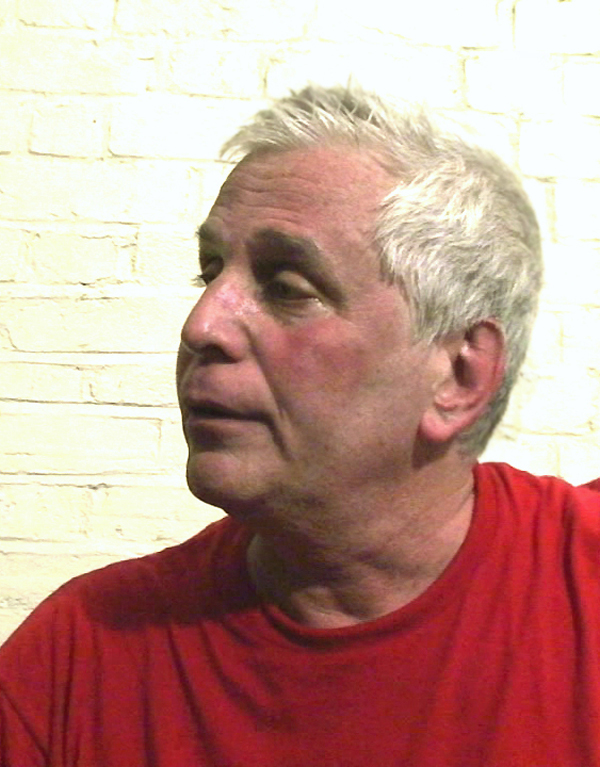
Andy Newmark

Andrew "Andy" Newmark (Port Chester, 14 juli 1950) is een Amerikaans drummer, die voornamelijk bekend werd door de vele plaatopnamen in de jaren '70. Hij maakte in 1972 en 1973 deel uit van Sly & the Family Stone. Zijn vader was een Russische immigrant, die viel voor een vrouw op de Bermudas.
Vanaf zijn tiende zat Newark achter het drumstel, zijn inspirator was Ringo Starr. Newmark zag hem optreden in The Ed Sullivan Show en was verkocht. Hij groeide op in Mamoroneck en maakte kennis met David Spinoza, samen zaten ze in de band 'The New Found Sound'. Vervolgens ging Newmark spelen in 'Hammer', die in 1971 uiteen viel. Vervolgens ging Newmark toeren met Carly Simon.     
Newmark werd aangetrokken op aanraden van de saxofonist Pat Rizzo om Gerry Gibson te vervangen in 'Sly & the Family Stone'. Newmark speelde mee op het album Fresh en ging met de band op tournee. Daarna volgde werk voor onder meer John Lennon, Cat Stevens, Joe Walsh, B.B. King, Eric Clapton, David Bowie, Bryan Ferry, George Harrison, Rickie Lee Jones, Patrick Moraz, Randy Newman, Pink Floyd, Roger Waters, David Gilmour, Ron Wood, Roxy Music, ABC, Hue and Cry, Laura Nyro, Elkie Brooks, Sting, Steve Winwood Nils Lofgren, George Benson, Carly Simon en Gary Wright. In 1980 nam hij met John Lennon diens laatste album Double Fantasy op. In 2007 speelde hij mee met Bryan Ferry.
Newmark is anno 2011 nog steeds actief; hij speelde vijf jaar lang slagwerk bij Lion King en geeft af en toe les in Londen.
- Bibliothèque nationale de France: cb139389872 (data)
- International Standard Name Identifier: 0000 0001 1933 2919
- Library of Congress Control Number: no2002042357
- MusicBrainz: dc38ff31-0879-4088-a881-0069650d7792
- Nationale Bibliotheek van Tsjechië: xx0192842
- Système universitaire de documentation: 163397422
- Virtual International Authority File: 29722191
- WorldCat: E39PBJj4pKQftwyVTfX7kPW7HC